# Сюзан Ітон
Сюзан Ітон (23 грудня 1959 — 2 липня 2019) — американська вчена і професорка молекулярної біології в Інституті молекулярної клітинної біології та генетики Макса Планка в Дрездені, Німеччина.

## Молодість і освіта
Ітон народилася 23 грудня 1959 року в Окленді, Каліфорнія. Спок був одним із тих, хто завдяки його раціональному підходу до вирішення проблем, став для Ітон прикладом для наслідування в дитинстві. Вона також була талановитою піаністкою, грала з восьми років.
Будучи студентом, Ітон розривався між кар’єрою біолога, професора порівняльної літератури чи математика. Вирішальним фактором став курс, який викладався з початкової літератури замість підручника, що викликало ентузіазм до біологічних досліджень.
У 1981 році Ітон отримав ступінь бакалавра біології в Університеті Брауна, перш ніж отримати ступінь доктора філософії. з мікробіології в Каліфорнійському університеті, Лос-Анджелес в 1988. Її дисертація під назвою «Молекулярний аналіз промотора важкого ланцюга імуноглобуліну» була завершена під керівництвом Кетрін Каламе. У 1988 році Асоціація жінок-науковців присудила їй премію Сіднея К. Ріттенберга за видатні наукові досягнення в галузі мікробіології за її докторську роботу.
Ітон розпочала свою дослідницьку кар’єру, працюючи над генами важких ланцюгів імуноглобулінів в Каліфорнійському університеті в Лос-Анджелесі в лабораторії Кетрін Каламе .  У 1988 році Ітон переключився на біологію розвитку, досліджуючи, як клітини отримують свою тканинну ідентичність плодової мушки Drosophila melanogaster, перебуваючи в групі Томаса Б. Корнберга з Каліфорнійського університету в Сан-Франциско. Ітон переїхала до Німеччини в 1993 році, щоб працювати в Європейській лабораторії молекулярної біології в Гейдельберзі в групі Кая Сімонса, де вона об’єднала свій досвід у мікробіології та біології розвитку, щоб дослідити, як цитоскелет допомагає клітинам досягти своєї полярності в тканинах, використовуючи плодову мушку. як модель системи. У 2000 році Ітон стала одним із засновників Інституту молекулярної клітинної біології та генетики Макса Планка в Дрездені, Німеччина, де її група досліджувала, як сигнальні молекули та механічні властивості клітин діють разом, щоб формувати тканини у плодової мушки.   У 2015 році вона стала професором клітинної біології розвитку безхребетних у ТУ Дрезден . 
- 1977: Стипендіат Регентів штату Нью-Йорк [6]
- 1988: Асоціація жінок-науківців, премія Сіднея К. Ріттенберга за видатні наукові досягнення в мікробіології[6]
- 2006: Молодша нагорода «Жінки в клітинній біології» за передові досягнення в дослідженні, Американське товариство клітинної біології . [13]

## Особисте життя
Ітон була одружена з британським вченим Ентоні А. Хайманом. У пари було двоє дітей. Вона була легкоатлеткою та бігункою, мала чорний пояс з тхеквондо.
Після її смерті її сестра написала: «Вона отримувала велике задоволення від приготування вишуканих страв і мала відчуття екзотичної моди. Вона любила парфуми. Вона викладала та практикувала таеквондо, отримавши чорний пояс другого ступеня. Вона надто швидко розв’язувала кросворди, грала на концертах і багато читала. Вона відповідала найсуворішому опису «досвідченої жінки» Джейн Остін, зберігаючи при цьому природну скромність і «ненаситну цікавість».
Ітон зникла 2 липня 2019 року. Востаннє її бачили за грою на фортепіано у фойє готелю, де вона була на конференції в Православній академії в Ханьї, Крит. Вважається, що її зникнення сталося під час пробіжки. Грецька поліція знайшла її тіло 8 липня в бункері часів Другої світової війни. Розслідування вбивства було відкрито після того, як було встановлено, що вона померла внаслідок асфіксії .  Янніс (також пишеться Янніс ) Параскакіс, 27-річний грек і одружений батько двох дітей, зізнався під час допиту в поліції, що двічі вдарив її своєю машиною, а коли вона втратила свідомість завантажив у свій багажник. Потім він поїхав у віддалений бункер, де зґвалтував її та залишив помирати.   У жовтні 2020 року Параскакіса визнали винним у вбивстві Ітон та засудили до довічного ув'язнення. 
На честь міждисциплінарної спадщини Eaton науковому співтовариству Інститут молекулярної біотехнології в Австрії створив меморіальний фонд із заявленою метою підтримки зусиль молодих учених у міждисциплінарних темах.  У березні 2021 року Європейська організація з молекулярної біології (EMBO) започаткувала стипендію New Venture Fellowship  в пам’ять про Сюзан Ітон і підтримує молодих дослідників з усіх наук про життя, щоб вийти на нову сферу або привнести новий напрямок у свою роботу. 

## Дивись також
- Список викрадень
- Список розкритих справ про зниклих безвісти

## Вибрані видання
- Eaton, Suzanne (July 1995). "Apical, basal, and lateral cues for epithelial polarization." Cell. 82: 5.
- Eaton, Suzanne (December 1996). "Roles for Rac1 and Cdc42 in planar polarization and hair outgrowth in the wing of Drosophila." Journal of Cell Biology. 135: 1277.
- Eaton, Suzanne (May 2005). "Lipoprotein particles are required for Hedgehog and Wingless signalling." Nature. 435: 58.
- Eaton, Suzanne (September 2010). "Cell Flow Reorients the Axis of Planar Polarity in the Wing Epithelium of Drosophila." Cell. 142: 773.